# 第3回アジア・フィルム・アワード
第3回アジア・フィルム・アワードは、2009年3月23日に発表・授賞式が行われた。
作品賞を受賞したのは黒沢清監督による日本映画『トウキョウソナタ』。

## 概要
今回はアジア全域の10の国と地域から36作品が候補となった。過去2回で連続して候補（第1回では受賞）になっていたイラン映画などの中東からの候補はなかった。
国別で最多候補となったのは日本で、11作品が19の候補を得た。また、作品別の最多候補は、韓国映画『グッド・バッド・ウィアード』の6部門7候補。作品別の候補部門は#統計を参照。
また、今回から新人賞が新設され、部門数が13になった。

## 候補の一覧

### 作品賞
- 花の生涯 〜梅蘭芳〜
- グッド・バッド・ウィアード
- 崖の上のポニョ
- 虹の兵士たち
- レッドクリフ
- トウキョウソナタ

### 監督賞
- フォン・シャオガン - 狙った恋の落とし方。
- キム・ジウン - グッド・バッド・ウィアード
- 是枝裕和 - 歩いても 歩いても
- ブリラント・メンドーザ - Service
- 宮崎駿 - 崖の上のポニョ
- ジョン・ウー - レッドクリフ

### 主演男優賞
- グォ・ヨウ - 狙った恋の落とし方。
- ハ・ジョンウ - チェイサー
- アクシャイ・クマール - Singh is Kinng（सिंह इज़ किंग）
- 松山ケンイチ - デトロイト・メタル・シティ
- 本木雅弘 - おくりびと
- ソン・ガンホ - グッド・バッド・ウィアード

### 主演女優賞
- 深津絵里 - ザ・マジックアワー
- ジャン・ウェンリー - And the Spring Comes（立春）
- ディーピカー・パードゥコーン - チャンドニー・チョーク・トゥ・チャイナ
- 吉永小百合 - 母べえ
- ヴィッキー・チャオ - 画皮 あやかしの恋
- ジョウ・シュン - The Equation of Love and Death（李米的猜想）

### 新人賞
- 松田翔太 - 花より男子ファイナル
- サンドリーナ・ピンナ - ミャオミャオ /
- ソ・ジソブ - 映画は映画だ
- シュー・チャオ - ミラクル7号
- ジージャー・ヤーニン - チョコレート・ファイター
- ユィ・シャオチュン - 花の生涯 〜梅蘭芳〜

### 助演男優賞
- ニック・チョン - ビースト・ストーカー/証人（証人）
- チョン・ウソン - グッド・バッド・ウィアード
- イ・ビョンホン - グッド・バッド・ウィアード
- 堤真一 - 容疑者Xの献身
- ワン・シュエチー - 花の生涯 〜梅蘭芳〜

### 助演女優賞
- 蒼井優 - 人のセックスを笑うな
- ジャクリン・ホセ - Service
- 樹木希林 - 歩いても 歩いても
- キム・ジヨン - 私たちの生涯最高の瞬間
- ジーナ・パレノ - Service

### 脚本賞
- ナ・ホンジン - チェイサー
- リー・チアン - And the Spring Comes（立春）
- トム・リン、ヘンリー・ツァイ - 九月に降る風
- 黒沢清、マックス・マニックス、田中幸子 - トウキョウソナタ
- 三谷幸喜 - ザ・マジックアワー

### 撮影賞
- 阿藤正一 - パコと魔法の絵本
- チェン・シウキョン - スリ
- イ・モゲ - グッド・バッド・ウィアード
- Jola DYLEWSKA - トルパン
- ワン・ユー、ユー・リクウァイ - 四川のうた

### 美術賞
- Nitin Chandrakant DESAI - Jodhaa Akbar（जोधा अकबर）
- 桑島十和子 - パコと魔法の絵本
- ダニエル・リー - 三国志
- ビル・ルイ - 画皮 あやかしの恋
- 種田陽平 - ザ・マジックアワー

### 作曲賞
- Dalpalan、JANG Young-gyu - グッド・バッド・ウィアード
- 半野喜弘、リン・チャン - 四川のうた
- 久石譲 - 崖の上のポニョ
- ヘンリー・ライ - 三国志
- A・R・ラマーン - Jodhaa Akbar（जोधा अकबर）

### 編集賞
- チャン・キーホップ - ビースト・ストーカー/証人
- ウィリアム・チャン - ミャオミャオ
- Darya DANILOVA - Native Dancer（Baksy）
- Waluyo ICHWANDIARDONO - 虹の兵士たち
- キム・ソンミン - チェイサー

### 視覚効果賞
- クレイグ・ヘイズ - レッドクリフ
- KIM Wook - グッド・バッド・ウィアード
- 柳川瀬雅英 - パコと魔法の絵本

## 統計
|    | 作品名                                 | 部門                                                                   | 国・地域                                                                 | 候補数 | 受賞数 |
| -- | -------------------------------------- | ---------------------------------------------------------------------- | ------------------------------------------------------------------------ | ------ | ------ |
| 1  | 四川のうた                             | 撮影賞、作曲賞                                                         | 中華人民共和国の旗                                                       | 2      |        |
| 2  | And the Spring Comes                   | 主演女優賞、脚本賞                                                     | 中華人民共和国の旗                                                       | 2      |        |
| 3  | ビースト・ストーカー/証人              | 助演男優賞、編集賞                                                     | 香港の旗                                                                 | 2      |        |
| 4  | 花より男子ファイナル                   | 新人賞                                                                 | 日本の旗                                                                 | 1      |        |
| 5  | チャンドニー・チョーク・トゥ・チャイナ | 主演女優賞                                                             | インドの旗                                                               | 1      |        |
| 6  | チョコレート・ファイター               | 新人賞                                                                 | タイ王国の旗                                                             | 1      |        |
| 7  | ミラクル7号                            | 新人賞                                                                 | 香港の旗                                                                 | 1      |        |
| 8  | おくりびと                             | 主演男優賞                                                             | 日本の旗                                                                 | 1      | 1      |
| 9  | デトロイト・メタル・シティ             | 主演男優賞                                                             | 日本の旗                                                                 | 1      |        |
| 10 | 花の生涯 〜梅蘭芳〜                    | 作品賞、新人賞、助演男優賞                                             | 中華人民共和国の旗                                                       | 3      | 1      |
| 11 | 私たちの生涯最高の瞬間                 | 助演女優賞                                                             | 大韓民国の旗                                                             | 1      |        |
| 12 | 狙った恋の落とし方。                   | 監督賞、主演男優賞                                                     | 中華人民共和国の旗                                                       | 2      |        |
| 13 | Jodhaa Akbar                           | 美術賞、作曲賞                                                         | インドの旗                                                               | 2      |        |
| 14 | 母べえ                                 | 主演女優賞                                                             | 日本の旗                                                                 | 1      |        |
| 15 | ミャオミャオ                           | 新人賞、編集賞                                                         | 中華民国の旗 · 香港の旗                                                  | 2      |        |
| 16 | Native Dancer                          | 編集賞                                                                 | カザフスタンの旗 · ロシアの旗 · フランスの旗 · ドイツの旗                | 1      |        |
| 17 | パコと魔法の絵本                       | 撮影賞、美術賞、視覚効果賞                                             | 日本の旗                                                                 | 3      |        |
| 18 | 画皮 あやかしの恋                      | 主演女優賞、美術賞                                                     | 中華人民共和国の旗 · 香港の旗                                            | 2      |        |
| 19 | 崖の上のポニョ                         | 作品賞、監督賞、作曲賞                                                 | 日本の旗                                                                 | 3      | 1      |
| 20 | レッドクリフ                           | 作品賞、監督賞、視覚効果賞                                             | 中華人民共和国の旗                                                       | 3      | 1      |
| 21 | 映画は映画だ                           | 新人賞                                                                 | 大韓民国の旗                                                             | 1      |        |
| 22 | Service                                | 監督賞、助演女優賞 (2)                                                 | フィリピンの旗                                                           | 3      | 1      |
| 23 | 人のセックスを笑うな                   | 助演女優賞                                                             | 日本の旗                                                                 | 1      |        |
| 24 | Singh is Kinng                         | 主演男優賞                                                             | インドの旗                                                               | 1      |        |
| 25 | スリ                                   | 撮影賞                                                                 | 香港の旗                                                                 | 1      |        |
| 26 | 歩いても 歩いても                      | 監督賞、助演女優賞                                                     | 日本の旗                                                                 | 2      | 1      |
| 27 | 容疑者Xの献身                          | 助演男優賞                                                             | 日本の旗                                                                 | 1      |        |
| 28 | チェイサー                             | 主演男優賞、脚本賞、編集賞                                             | 大韓民国の旗                                                             | 3      | 1      |
| 29 | The Equation of Love and Death         | 主演女優賞                                                             | 中華人民共和国の旗                                                       | 1      | 1      |
| 30 | グッド・バッド・ウィアード             | 作品賞、監督賞、主演男優賞、助演男優賞 (2)、撮影賞、作曲賞、視覚効果賞 | 大韓民国の旗                                                             | 7      | 1      |
| 31 | ザ・マジックアワー                     | 主演女優賞、脚本賞、美術賞                                             | 日本の旗                                                                 | 3      |        |
| 32 | 虹の兵士たち                           | 作品賞、編集賞                                                         | インドネシアの旗                                                         | 2      |        |
| 33 | 三国志                                 | 美術賞、作曲賞                                                         | 中華人民共和国の旗 · 香港の旗 · 大韓民国の旗                             | 2      | 1      |
| 34 | トウキョウソナタ                       | 作品賞、脚本賞                                                         | 日本の旗 · 香港の旗 · オランダの旗                                       | 2      | 2      |
| 35 | トルパン                               | 撮影賞                                                                 | カザフスタンの旗 · ドイツの旗 · ポーランドの旗 · ロシアの旗 · スイスの旗 | 1      | 1      |
| 36 | 九月に降る風                           | 脚本賞                                                                 | 中華民国の旗 · 香港の旗                                                  | 1      |        |